# Domenico Calcagno
Domenico Calcagno (3 de fevereiro de 1943) é um cardeal italiano, atual presidente-emérito da Administração do Patrimônio da Sé Apostólica.

## Biografia
Após seus estudos iniciais na escola elementar de Tramontana, em outubro de 1954 entrou no Seminário Menor de Gênova. Sucessivamente, estudou no Liceu do Seminário Maior de Gênova, onde obteve o diploma do Lyceum "Cristoforo Colombo" de Gênova em 1962. Em 15 de outubro de 1962, entrou no Seminário Lombardo Pontifício em Roma, estudando na Pontifícia Universidade Gregoriana depois de um ano ele obteve a licenciatura em filosofia, e depois de cinco anos, o doutorado em Sagrada Teologia, magna cum laude, com uma tese sobre o pecado original em Erasmo de Roterdã, em relação com o Concílio de Trento.

## Vida religiosa
Foi ordenado em 25 de fevereiro de 1967, na capela do Seminário Maior de Gênova, pelo Cardeal Giuseppe Siri, arcebispo de Gênova. Depois de terminar seus estudos no Seminário Lombardo, ele retornou a Gênova em 1968. Nomeado vice-pastor de Uscio, e ao mesmo tempo professor, de Salmos, Livros da Sabedoria, e língua hebraica no Seminário Maior de Gênova. De 1969 até 1989, foi nomeado reitor do Oratório de S. Erasmo, continuando o seu ensino no seminário de filosofia moral, a teologia natural, introdução à teologia e teologia moral fundamental.
Durante o período de adaptação do currículo do Seminário de Gênova ao da Faculdade Teológica da Itália Setentrional, dos quais o Seminário de Gênova tornou-se uma seção, ele deixou o ensino da filosofia e ensinou teologia fundamental e teologia dogmática. Por muitos anos ele foi secretário do Conselho Presbiteral da Arquidiocese de Gênova. Após a promulgação do novo Código de Direito Canônico, ele fazia parte do grupo de trabalho que estudou a adaptação das estruturas diocesanas para a regulamentação do novo código.
De 1980 a 1985, ele ensinou teologia moral fundamental no Estudo Teológico Interdiocesano em Alessandria. Em 1985, ele foi indicado a coordenar a organização da visita do Papa João Paulo II a Gênova. Foi membro da Comissão Diocesana para a Doutrina da Fé e vigário episcopal para as novas atividades com o cardeal Giovanni Canestri, arcebispo de Gênova. Então, ele foi transferido para Roma para assumir novos encargos nacionais. Em Roma, ele foi diretor do Escritório Nacional para a Cooperação Missionária entre as Igrejas, entre 1989 e 1996.

## Episcopado
Bispo eleito de Savona-Noli em 25 de janeiro de 2002, foi consagrado em 9 de março, na catedral de S. Lorenzo, Gênova, pelo Cardeal Dionigi Tettamanzi, arcebispo de Gênova, assistido pelo cardeal Giovanni Canestri, arcebispo-emérito de Gênova, e por Paolo Romeo, Arcebispo titular de Vulturia, núncio na Itália. Secretário nomeado da Administração do Patrimônio da Sé Apostólica, em 31 de agosto de 2007 e elevado à categoria de arcebispo ad personam. Foi nomeado presidente da Administração do Patrimônio da Sé Apostólica em 7 de julho de 2011.
Foi criado cardeal no Primeiro Consistório Ordinário Público de 2012, realizado em 18 de fevereiro, recebendo o barrete cardinalício, o anel de cardeal e o título de cardeal-diácono de  Anunciação da Beata Virgem Maria em Via Ardeatina.
Em 4 de março de 2022, durante Consistório para canonizações, realizou o optatio e passou para a ordem dos cardeais-presbíteros, mantendo sua diaconia pro hac vice.

## Conclaves
- Conclave de 2013 - participou da eleição de Jorge Mario Bergoglio como Papa Francisco.